# Скакавац (Карловац)
Скакавац је насељено мјесто у саставу града Карловца, у Карловачкој жупанији, Република Хрватска.

## Географија
Скакавац се налази око 15 км југоисточно од Карловца.

## Историја
Скакавац се од распада Југославије до августа 1995. године налазио у Републици Српској Крајини.

## Становништво
Према попису становништва из 2011. године, насеље Скакавац је имало 233 становника.
| Националност       | 1991. | 1981. | 1971. | 1961. |
| Хрвати             | 326   | 371   | 402   |       |
| Срби               | 26    | 77    | 79    |       |
| Југословени        | 4     | 17    |       |       |
| остали и непознато | 15    | 10    | 16    |       |
| Укупно             | 371   | 475   | 497   | '     |

| Демографија | Демографија | Демографија |
| Година      | Становника  | Становника  |
| ----------- | ----------- | ----------- |
| 1961.       | 566         |             |
| 1971.       | 497         |             |
| 1981.       | 475         |             |
| 1991.       | 371         |             |
| 2001.       | 326         |             |
| 2011.       |             | 233         |

## Попис 1991.
На попису становништва 1991. године, насељено место Скакавац је имало 371 становника, следећег националног састава:
| Попис 1991.‍ | Попис 1991.‍ | Попис 1991.‍ | Попис 1991.‍ | Попис 1991.‍ |
| ----------- | ----------- | ----------- | ----------- | ----------- |
|             |             |             |             |             |
| Хрвати      | Хрвати      |             | 326         | 87,87%      |
| Срби        | Срби        |             | 26          | 7,00%       |
| Југословени | Југословени |             | 4           | 1,07%       |
| Словенци    | Словенци    |             | 3           | 0,80%       |
| непознато   | непознато   |             | 12          | 3,23%       |
| укупно: 371 |             |             |             |             |